# Inmunoglobulina G

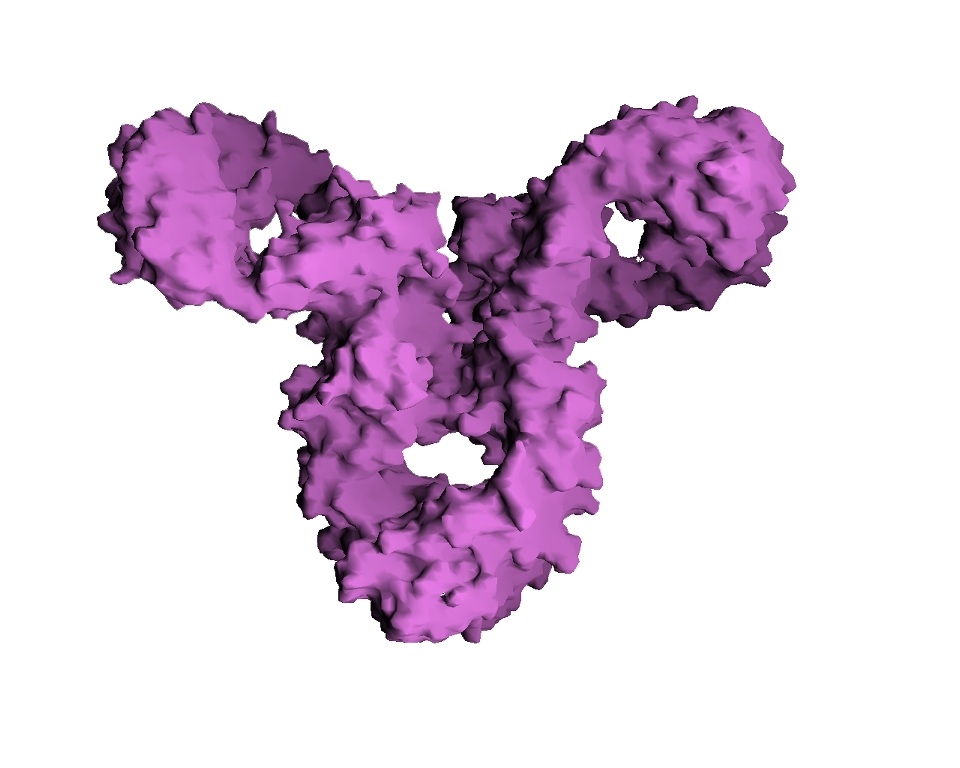
Superficie molecular de la IgG.

La inmunoglobulina G (IgG) es una de las cinco clases de anticuerpos humorales producidos por el organismo. Es la inmunoglobulina predominante en los fluidos internos del cuerpo, como son la sangre, el líquido cefalorraquídeo y el líquido peritoneal (líquido presente en la cavidad abdominal). Es una proteína especializada que es sintetizada por el organismo en respuesta a la invasión de bacterias, hongos y virus. Es la inmunoglobulina más abundante del suero, con una concentración de 600-1800 mg por 100 mL. La IgG constituye el 80 % de las inmunoglobulinas totales.
Su tiempo de vida media es de aproximadamente 25 días o más, en muchos casos.

## Características
Existen 5 variantes o subclases de IgG, designadas con números: IgG1 al IgG5. Cada subclase posee funciones específicas, por ejemplo las IgG1 y 3 son especialmente hábiles para contrarrestar proteínas que se producen por la acción de toxinas del tétanos, la difteria y algunos virus. Por su parte la IgG2 presenta mayor afinidad por antígenos capsulares y polisacáridos de bacterias como los neumococos y Haemophilus influenzae.
La IgG es la inmunoglobulina más pequeña, con un peso molecular de 150 000 Da, así puede pasar fácilmente del sistema circulatorio del cuerpo a los tejidos. La síntesis de IgG se controla principalmente por el estímulo de los antígenos. En el caso de animales axénicos (sin microbios), con niveles de IgG muy bajos, el nivel de IgG se eleva en cuanto se les traslada a un ambiente normal.
La IgG es la única clase de inmunoglobulina que atraviesa la placenta, transmitiendo la inmunidad de la madre al feto de manera natural y pasiva.  En algunas especies, como los bovinos, la IgG no es capaz de pasar la barrera placentaria, por lo que sus crías son agammaglobulinémicas (carentes de gammaglobulina o anticuerpos) al nacimiento, haciendo que el consumo de calostro en las primeras horas de vida sea de suma importancia.
La concentración de cada subclase de IgG varía con la edad. Mientras las IgG1 y 3 alcanzan valores equivalentes a los de un adulto entre los 5 y 7 años de edad, las IgG2 y 4 solo lo hacen en torno a los 10 años.
Hay veces que estas inmunoglobulinas no responden adecuadamente. Especialmente en casos de anaplasmosis simple.
Las cadenas H de la IgG son del isotipo γ, contiene un 2-3 % en peso de glúcidos.
Las IgGs se pueden separar en dos fragmentos por acción enzimática de la papaína, una fracción Fab (por sus siglas en inglés antigen binding), capaz de unirse a antígenos y una facción Fc, o fracción cristalizable. Para la estructura de las Inmunoglobulinas vea el artículo anticuerpo.

## Rol en diagnósticos
La medición de inmunoglobulina G puede ser una herramienta de diagnóstico para ciertas afecciones, como la hepatitis autoinmune, si lo indican ciertos síntomas. Clínicamente, los niveles de anticuerpos IgG medidos generalmente se consideran indicativos del estado inmunológico de un individuo a patógenos particulares. Un ejemplo común de esta práctica son los títulos extraídos para demostrar inmunidad serológica al sarampión, paperas y rubéola, virus de la hepatitis B y varicela, entre otros.
Las pruebas de IgG no están indicadas para el diagnóstico de alergia.